# KS-23
KS-23(러시아어: Карабин Специальный 23 мм)은 러시아의 산탄총이다.  KS는 Karabin Spetsialniy의 약자이며, "특수 카빈"이라는 의미를 갖고 있다.  이 총은 큰 총열로 유명하며, 대략 23mm정도 된다. 이는 영국과 미국에서 산탄총 구경의 표준으로 쓰이고 있는 6.27구경과 거의 유럽 표준으로 통용돼서 사용되고 있는 4구경을 동일시되고 있고(미터법의 CIP논의를 미룬 것을 기반으로), 이것은 가장 큰 구경을 가진 산탄총으로 오늘날까지 쓰이게 되었다.

## 역사
KS-23은 1970년대에 일어난 교도소 폭동을 제압하기 위해서 설계되었다. 이 무기는 러시아 내무부 (MVD)에 의해 러시아 무기개발자의 핵심인 TsNII-Tochmash가 만들었다. KS-23에 있는 총열은 23 mm 대공포에 있는 총열의 결함 때문에 만들어지게 되었다. 그러한 총열의 결함은 산탄 발포와 덜 치명적인 한 발의 스트레스를 덜 받도록 용인할 수 있게 간주되었고, 따라서 산탄총 총열에 쓸 수 있게끔 길이를 줄였다. KS-23은 여러 MVD의 군대에 의해 1980년대 중반부터 사용하는 것을 고려하기 시작했다. 1990년대 동안에, 좁고 사방이 막힌 실내 영역들을 사용 가능하게 만들기 위해서 원본 설계에서 개선되게 만들었다. 비록 오직 M버전만 사용을 고려하고 있지만 두 개의 시험 생산품들인 KS-23M과 KS-23K가 제안되었다. 오늘날, 표준인 KS-23과 KS-23M은 러시아의 법 집행에 의해 쓰여지고 있다.

## 대중 문화
- 게임
  - 이스케이프 프롬 타르코프에서 산탄의 파괴력이 강한 산탄총으로 등장한다.
  - 로블록스에 팬텀포스에서 KS-23라는 기존 이름으로 (약실 포함) 4발들이 산탄총으로 등장한다.